# Västeråsen Åsarna
Västeråsen Åsarna este o arie protejată (arie specială de conservare — SAC, sit de importanță comunitară — SCI) din Suedia întinsă pe o suprafață de 1,1 ha, integral pe uscat.

## Localizare
Centrul sitului Västeråsen Åsarna este situat la coordonatele 62°39′55″N 14°21′49″E / 62.6652°N 14.3635°E.

## Înființare
Situl Västeråsen Åsarna a fost declarat sit de importanță comunitară în mai 2006 pentru a proteja 1 specie de animale. Situl a fost protejat și ca arie specială de conservare în ianuarie 2014.

## Biodiversitate
Situată în ecoregiunea boreală, aria protejată conține 1 habitat natural: Fânețe montane.
La baza desemnării sitului se află o specie protejată de  nevertebrate: Lycaena helle.